# Arafura Resources
Arafura Resources Limited ist ein australisches Bergbauunternehmen, das sich auf Seltene-Erden-Elemente, vor allem auf Neodym und Praseodym, konzentriert. Das Unternehmen hat seinen Hauptsitz in Perth, Western Australia und ist an der Australischen Börse notiert. Das Unternehmen betreibt das Nolans Project in der Nolans Bore im Northern Territory.
Zunächst bestanden Pläne, die umfangreiche Verarbeitungsanlage in False Bay in der Nähe von Whyalla in South Australia zu errichten, aber dieser Plan wurde im April 2013 aufgegeben, um das Erz am Minenstandort zu verarbeiten. Die Planung zur Errichtung der Verarbeitungsanlage wurde für die Umweltgenehmigung des Bundes eingereicht und nach zwei Jahren Prüfungszeit genehmigt. Da die Mine über mehrere Generationen betrieben wird, sind regelmäßige Kontrollen unumgänglich. Auflagen wurden wegen der Zwischenlagerung schwach radioaktiven Materials und der benötigten Wassermenge gemacht. Nach der geplanten Entwicklung wird das Rare-Earth-Projekt von Nolans auch Uran und Phosphat als sekundäre Produkte produzieren.
Die Investitionssumme wird mit 900 Millionen Australischen Dollar (586 Millionen Euro) veranschlagt; bis zu 300 Mitarbeiter sind für die Produktion vorgesehen. Nach der Ausbeutung der Mine in 35 bis 55 Jahren sind Rückbauten und Renaturierung vorgesehen.